# Clorfenoxamină
Clorfenoxamina este un antihistaminic H1 și anticolinergic derivat de etanolamină, de generația 1, fiind utilizat în tratamentul pruritului și al bolii Parkinson. Este de uz oral și topic. Este un analog de difenhidramină.